# 渡邊五郎
渡邊 五郎（わたなべ ごろう、1934年5月14日 - 2021年2月16日）は、日本の実業家。三井物産代表取締役副社長、三井化学代表取締役会長を歴任した。

## 人物・経歴
高知市立潮江小学校時代は、体も大きくガキ大将だった。1945年、小学5年生だった頃に、空襲によって自宅を焼失する。そこで、四万十町魚ノ川に疎開して山小屋を建て、5年間を過ごした。実家は貧困状態で、家に電気は引かれておらず、夜はたいまつとランプで過ごした。また、父の木材仲買業の収入が不安定だったため、自身も子供ながらに、高知の町まで米などを売りに出て家計を支えた。
中学3年生の3学期から、進学高校への進学を志して高知市に戻り、調理人をしていた兄の家の屋根裏部屋に住み、高知市立昭和中学校（現高知市立愛宕中学校）に通った。中学の模擬試験では学内1位の成績であったため、不良グループに目を付けられて呼び出されたが、グループのリーダー格は小学校時代に渡邊が食べ物を巻き上げていた男であった。そこで「よろしゅう頼むぜよ」などと対応したところ、不良グループから挨拶されるような関係となった。
高知県立高知小津高等学校在学中に、外交官を志すようになる。一方で一橋大学にも憧れがあり、2年連続で受験するも不合格となり、断念した。慶應義塾大学、早稲田大学、東京外国語大学には合格していたため、早稲田大学第一政治経済学部経済学科に進学して上京。東京土佐寮に入寮し、吉祥寺で飲酒して土木作業員と喧嘩をするなどバンカラな生活を送り、寮長も務めた。外交官の夢は諦めていたが、世界を舞台に活動する総合商社社員になることを志してWESS（早稲田大学英語会）に入会。1年生にして、全国英語弁論大会早稲田大学予選会で優勝した。また、大学では小松雅雄教授のゼミに参加した。
1996年、アジア人として初めて、米国デュポン社の社外取締役に就任した。
2021年2月16日、誤嚥性肺炎のため死去。86歳没。

### 略歴
- 1958年:早稲田大学第一政治経済学部経済学科卒業
- 1958年:第一物産（現三井物産）入社、電信課
- 1960年:アルゼンチン留学、コルドバ国立大学
- 1961年:ブエノスアイレス支店化学品課
- 1963年:帰国、有機化学品第一部輸出課
- 1966年:米国三井物産ニューヨーク本店
- 1972年:帰国、精密化学品部課長
- 1975年:ハーバード大学経営大学院研修（3か月）
- 1980年:米国三井物産ニューヨーク本店副社長
- 1985年:帰国、精密化学品第二部長
- 1987年:業務部副部長
- 1990年:同社取締役化学品統括部長
- 1991年:同社取締役業務部長
- 1992年:常務取締役、米州監督兼米国三井物産㈱社長
- 1993年:同社代表取締役専務取締役
- 1995年:帰国、同社代表取締役副社長兼米国デュポン社取締役
- 1998年:三井化学代表取締役副社長
- 2001年:三井化学代表取締役会長
- 2003年:森ビル特別顧問

## 著書
- 『人を見る眼 先を見る眼』（講談社、2000年 ISBN 978-4062103602）